# Sandra Lizé
Sandra Lizé, född 8 juli 1977 i Québec, är en kanadensisk vattenpolospelare som ingick i det kanadensiska landslaget vid olympiska sommarspelen 2000.
Lizé spelade sex matcher och gjorde ett mål i damernas vattenpoloturnering i samband med de olympiska vattenpolotävlingarna 2000 i Sydney där Kanada kom på femte plats. VM-brons tog hon året därpå i samband med världsmästerskapen i simsport 2001 i Fukuoka.
Lizé tog guld i damernas vattenpoloturnering i samband med panamerikanska spelen 1999 i Winnipeg och silver i damernas vattenpoloturnering i samband med panamerikanska spelen 2007 i Rio de Janeiro.